# Dasycorsa rubrior
Dasycorsa rubrior là một loài bướm đêm trong họ Geometridae.